# OL Reign
OL Reign er en amerikansk professionel fodboldklub for kvinder, hjemmehørende i Tacoma, Washington. Holdet begyndte at spille i 2013 i National Women's Soccer League (NWSL), som dengang havde otte hold. Pr. 2017 er ligaen blevet udvidet til ti hold fra hele USA. Laura Harvey var holdets første træner, hun førte holdet til to NWSL Shield sejre på rad i 2014 og 2015.
Reign spiller deres hjemmekampe på Cheney Stadium i Tacoma, Washington.
89,5% af klubben er ejet af franske OL Groupe, der er de selvsamme ejere af de to franske storhold Olympique Lyonnais og Olympique Lyonnais Féminin.

## Aktuel trup
Oversigten er opdateret til og med 1. marts 2021.
| Nr. | Pos.            | Spiller                                    | Nation      |
| --- | --------------- | ------------------------------------------ | ----------- |
| 1   | Målmand         | Karen Bardsley (lejet fra Manchester City) | England     |
| 2   | Forsvarsspiller | Amber Brooks                               | USA         |
| 3   | Forsvarsspiller | Lauren Barnes (co-anfører)                 | USA         |
| 5   | Midtbanespiller | Quinn                                      | Canada      |
| 6   | Midtbanespiller | Allie Long                                 | USA         |
| 7   | Angriber        | Ally Watt                                  | USA         |
| 13  | Forsvarsspiller | Celia Jiménez Delgado                      | Spanien     |
| 14  | Forsvarsspiller | Steph Cox                                  | USA         |
| 15  | Angriber        | Megan Rapinoe (anfører)                    | USA         |
| 16  | Målmand         | Cosette Morché                             | USA         |
| 17  | Midtbanespiller | Dani Weatherholt                           | USA         |
| 18  | Forsvarsspiller | Machaela George                            | USA         |
| 19  | Forsvarsspiller | Kristen McNabb                             | USA         |
| 20  | Angriber        | Sofia Huerta                               | USA         |
| 21  | Angriber        | Yuka Momiki                                | Japan       |
| 22  | Angriber        | Jasmyne Spencer                            | USA         |
| 23  | Angriber        | Tziarra King                               | USA         |
| 24  | Angriber        | Bethany Balcer                             | USA         |
| 25  | Midtbanespiller | Kelcie Hedge                               | USA         |
| 26  | Midtbanespiller | Angelina                                   | Brasilien   |
| 27  | Forsvarsspiller | Sam Hiatt                                  | USA         |
| 28  | Midtbanespiller | Shirley Cruz                               | Costa Rica  |
| 31  | Midtbanespiller | Rosie White                                | New Zealand |
| 35  | Angriber        | Leah Pruitt                                | USA         |
| 99  | Forsvarsspiller | Madison Hammond                            | USA         |

### Udlejet
Oversigten er opdateret til og med 1. marts 2021.
| Nr. | Pos.            | Spiller                                          | Nation |
| --- | --------------- | ------------------------------------------------ | ------ |
| 10  | Midtbanespiller | Jess Fishlock (hos Reading indtil 5. april 2021) | Wales  |

## Anførere
| Anfører        | Periode   | Ref.        |
| -------------- | --------- | ----------- |
| Keelin Winters | 2013–2016 | [ 4 ] [ 5 ] |
| Jess Fishlock  | 2017      | [ 5 ]       |
| Lauren Barnes  | 2017–     | [ 5 ] [ 2 ] |
| Megan Rapinoe  | 2018–     | [ 3 ]       |